# Franz-Wilhelm Mach
Franz-Wilhelm Mach (ur. 3 lutego 1916 w Hamburgu, zm. 31 października 1945 w obozie pracy w ZSRR) – niemiecki wojskowy (major), dowódca 1 Szwadronu 4 Pułku Kawalerii Kozaków kubańskich w składzie 1 Kozackiej Dywizji Kawalerii podczas II wojny światowej.
W kwietniu 1936 r. wstąpił do Wehrmachtu. Służył w 5 Pułku Kawalerii. W 1937 r. ukończył szkołę wojskową w Dreźnie, zaś w 1938 r. szkołę kawalerii. W stopniu podporucznika służył w 11 Pułku Kawalerii. Pod koniec sierpnia 1939 r. przeszedł do 262 Oddziału Rozpoznawczego, który walczył w wojnie z Polską. Na początku 1940 r. awansował do stopnia porucznika. Pod koniec kwietnia tego roku został odznaczony Żelaznym Krzyżem 2 klasy. W czerwcu awansował na porucznika. Służył w 11 Zapasowym Oddziale Kawalerii. Od stycznia 1941 r. dowodził szwadronem Oddziału. W lipcu 1942 r. mianowano go na rotmistrza. Pełnił funkcję wykładowcy w szkole kawaleryjskiej w Krampnitz. Od lutego 1943 r. służył w komendanturze w okupowanej Teodozji. W marcu tego roku stanął na czele oddziału wywiadowczego w Verteidigungsabschnitts-Kommandeur Feodosia. W maju objął dowództwo 1 Szwadronu w 4 Kubańskim Pułku Kawalerii. Awansował na majora. Jego pułk wszedł w skład 1 Kozackiej Dywizji Kawalerii, która walczyła na okupowanych Bałkanach. Pod koniec kwietnia 1945 r. odznaczono go Żelaznym Krzyżem 1 klasy za udaną szarżę kawaleryjską na baterię artylerii bułgarskiej. Po zakończeniu wojny trafił do niewoli sowieckiej. Wiadomo, że osadzono go w łagrze na Syberii, gdzie zmarł 31 października 1945 r. Według części źródeł nastąpiło to 26 lutego 1946 r.